# Mithay Sándor
Mithay Sándor (Nagyszeben, 1916. április 3. - Győr, 1995. december 24.) régész, tanár.

## Élete
Győrben végezte a középiskolát, majd a Budapesti Tudományegyetemen szerzett bölcsészet-tudományi oklevelet. 1947-1956 között a győri múzeum igazgatója lett. 1956 őszétől koholt vádak alapján 8 hónapig vizsgálati fogságban tartották, de azután sem dolgozhatott muzeológusként. 1963-1980 között a Pápai Múzeum igazgatója volt, majd 1986-ig annak nyugdíjas munkatársa.
Munkássága révén országosan elismert intézménnyé vált a pápai Helytörténeti Múzeum. Jelentős mértékben gyarapította a múzeum gyűjteményeit és részt vett a megyei régészeti topográfia munkálataiban.

## Művei
- 1942 Győr története a vaskorszakig. Győr (tsz. Gallus Sándor)
- 1942 Bronzkori kultúrák Győr környékén. Győr története a 13. század közepéig. 1. Köt. Győr
- 1954 Győr és környéke őskora. Győr
- 1966 Zselizi típusú leletek a győri, pápai, vámi újabb-kőkori lakótelepen. Arrabona 8
- 1980 A vaszari kora-vaskőkori temető és telephely. Arch. Ért. 1980
- 1988 Az ugodi vár feltárásának eredményei. P. Múz. Ért. 1. Pápa